# Aleksandr Bogomolov
Pour les articles homonymes, voir Bogomolov.
Aleksandr Viktorovitch Bogomolov (en russe : Александр Викторович Богомолов) est un joueur russe de volley-ball né le 1er février 1976 à Krymsk (kraï de Krasnodar, alors en URSS). Il mesure 2,08 m et joue central.

## Clubs
| Club                               | De        | À         |
| ---------------------------------- | --------- | --------- |
| Avtomobilist Saint-Pétersbourg     | 1995-1995 | 1999-2000 |
| Lokomotiv-Izoumroud Iekaterinbourg | 2000-2001 | 2001-2002 |
| Iskra Odintsovo                    | 2002-2003 | 2003-2004 |
| Zenit Kazan                        | 2004-2005 | 2009-2010 |
| Iskra Odintsovo                    | 2010-2011 | 2012-2013 |
| Lokomotiv Belgorod                 | 2013-2014 | ...       |

## Palmarès

### Club
- Championnat du monde des moins de 21 ans (1)
  - Vainqueur : 1995
- Championnat d'Europe des moins de 21 ans (1)
  - Vainqueur : 1994
- Ligue des champions (2)
  - Vainqueur : 2008, 2014
  - Finaliste : 2004
- Top Teams Cup
  - Finaliste : 2001
- Championnat de Russie (3)
  - Vainqueur : 2007, 2009, 2010
  - Finaliste : 2001, 2003
- Coupe de Russie (7)
  - Vainqueur : 2000, 2001, 2002, 2004, 2007, 2009, 2013
- Supercoupe de Russie (1)
  - Vainqueur : 2013

### Distinctions individuelles
- Meilleur contreur du Final Four de la coupe de Russie 2002
- Meilleur contreur du Final Four de la 2008